# Paul Tassaert
Paul Tassaert (* 1792 in Berlin; † 8. Mai 1850 in Paris) war ein französischer Maler und Kupferstecher aus der Künstlerfamilie Tassaert.

## Biografie
Paul Tassaert wurde 1792 in Berlin als Sohn des französischen Kupferstechers Jean Joseph François Tassaert und seiner preußischen Frau Dorothée Stenger geboren. Noch in seinem Geburtsjahr zog die Familie nach Paris, wo er bis zu seinem Lebensende wohnte. Er war verheiratet mit Fanny Anne Mauduison, der Tochter des Kupferstechers Paul Mauduison sen. Sein Werk umfasst Porträts von Zeitgenossen und in der Mehrzahl religiöse Motive. Er unterrichtete seinen jüngeren Bruder Octave.